# هانس کوپر
هانس کوپر (انگلیسی: Hans Coper; ۸ آوریل ۱۹۲۰ – ۱ ژانویهٔ ۱۹۸۱) سازنده ظروف سفالین، و طراح اهل بریتانیا بود.